# NEO (zespół muzyczny)
NEO – węgierska grupa muzyczna założona w 1998 roku. Grupa łączy muzykę nowo-falową z muzyką elektroniczną i popem.

## Muzycy
Obecni członkowie
- Mátyás Milkovisc
- Enikő Hodosi
- Péter Kőváry

Byli członkowie
- Márk Moldvai
- Krisztián Szűsc
- Ábrahám Zsolt

## Dyskografia
Albumy i EP-ki
- Elektrogram (1999) #11
- Lo Tech Man, Hi-Tech World (2002)
- Kontroll EP (2003)
- Maps for a Voyage (2006) #8
- Six Pixels EP (2010)
- The Picture (2011)

Single
- The Pink Panther Theme (1998)
- Persuaders (1999)
- Aiiaiiyo (2000)
- Diskhead (2002)
- Everybody Come On (2002) #3
- Kontroll/It's Over Now (2004) #13
- It's Over Now (2005, nigdy nie wydany)
- Record Straight (2006)
- Absolution (2007) #24
- Spellbound (2008) #39
- Serial Killer (2010)
- Hii Train (2011)

## Wideografia
DVD
- A Planetary Voyage (2007)